# Route à grande circulation en France
Une route à grande circulation est, en France, une route définie par l’article 22 de la loi « libertés et responsabilités locales » de 2004 : « les routes à grande circulation, quelle que soit leur appartenance domaniale, sont les routes qui permettent d’assurer la continuité des itinéraires principaux et, notamment le délestage du trafic, la circulation des transports exceptionnels, des convois et des transports militaires et la desserte économique du territoire, et justifient, à ce titre, des règles particulières en matière de police de la circulation ».

## Histoire
Le code de la route de 1925 avait créé, pour faciliter la circulation à grande distance, un droit de priorité absolu en faveur des véhicules circulant sur les routes nationales, qui constituaient alors les itinéraires les plus importants du réseau routier. Mais l'expérience a démontré que cette règle entraînait des difficultés d'application et des accidents, du fait qu'un conducteur d'automobile suivant une voie secondaire ne connaissait pas toujours à quelle catégorie administrative appartenait la voie qu'il allait couper.
C’est le décret du 12 avril 1927 qui va régler cette difficulté, en consacrant la règle de la priorité à droite en des termes formels : « Le conducteur est tenu, aux bifurcations et croisées des chemins, de céder le passage au conducteur qui vient à droite ».
Une difficulté subsistait toutefois sur certaines routes nationales supportant un trafic important. Pour pallier cette difficulté, un décret est signé le 25 septembre 1932 distinguant, parmi les routes nationales, les routes à grande circulation qui bénéficient d’une priorité absolue sur toutes les routes.
Avec l’évolution des caractéristiques du réseau routier, une nouvelle catégorie de routes est créée en France en 1970 : les voies rapides, subdivisées en voies express et en déviations. Les voies express sont considérées dès leur création comme des routes à grande circulation. 
Cette définition des routes à grande circulation comprenant certaines routes nationales et les voies express va subsister jusqu’en 2004. Il est alors apparu nécessaire de refonder d’une part la définition même de ces routes à grande circulation et d’autre part d’actualiser la liste pour qu’elle soit en cohérence avec cette nouvelle définition. Les différentes étapes de déclassements de routes nationales en 1972 et 1988 et la création de nombreuses autoroutes ou routes nouvelles avaient déjà passablement modifié les fonctionnalités de certaines anciennes routes à grande circulation. Le transfert des routes nationales d’intérêt local aux collectivités locales, principalement les départements, dans le cadre de la décentralisation, contribuait à rendre obsolète d’une part la définition de ces routes, d’autre part la liste même de celles-ci.
Afin de pouvoir assurer certaines fonctions interdépartementales, comme la circulation des transports exceptionnels ou de celle des convois militaires, il était souhaitable de rétablir une notion de grands itinéraires, qui soit indépendante de toute domanialité et dont les caractéristiques ou les modalités d’exploitation ne puissent pas être modifié localement sans préavis. Ainsi l’article 22 de la loi "libertés et responsabilités locales" de 2004 présente une nouvelle définition : « les routes à grande circulation, quelle que soit leur appartenance domaniale, sont les routes qui permettent d’assurer la continuité des itinéraires principaux et, notamment le délestage du trafic, la circulation des transports exceptionnels, des convois et des transports militaires et la desserte économique du territoire, et justifient, à ce titre, des règles particulières en matière de police de la circulation. »

## Réseau
Le 8 juin 2009, le réseau des routes à grande circulation est modifié : la liste des routes à grande circulation répondant à la nouvelle définition est publiée sous le décret 2009-635 du 03 juin 2009 modifié.
Le Décret de 2009 présentait de nombreuses erreurs. Dans un premier temps, elles ont été corrigées par le décret n° 2009-991 du 20 août 2009 pour les départements des Hauts-de-Seine, de la Seine-Saint-Denis et du Val-de-Marne, départements dont la police de la circulation sur le réseau à grande circulation appartient au préfet. Le décret n° 2010-578 du 31 mai 2010 a repris les corrections sur ces trois départements et sur le reste de la France.

## Régime de priorité et signalisation
Une route à grande circulation est prioritaire sur toute autre route. La signalisation utilisée est celle d’une route prioritaire.

## Aménagement d’une route à grande circulation

### Aménagement sur place ou restriction de circulation
Tout projet de modification des caractéristiques techniques des routes à grande circulation et toutes mesures susceptibles de rendre ces routes impropres à leur destination doivent être communiquées au Préfet. L’article R 411-8-1 du code de la route spécifie que les projets visés sont ceux « de nature à modifier les caractéristiques géométriques ou mécaniques de la route classée à grande circulation ou de l'une de ses voies, en particulier, en affectant les profils en travers, les rayons en plan ou le gabarit ou en prévoyant la mise en place de dispositifs empiétant sur la chaussée ». Le texte ne précise pas s'il s’agit de mesures ou travaux temporaires ou définitifs. Ainsi tout arrêté, même temporaire, conduisant à réduire la capacité de la route doit être soumis pour avis au Préfet avant signature par le maire ou le président du conseil général (RD hors agglomération).  Sur les départements des Hauts-de-Seine, de la Seine-Saint-Denis et du Val-de-Marne, l'arrêté est signé par le Préfet après avis du maire et du conseil général pour les routes départementales, 

### Déviation d’une agglomération
Avec la loi du 22 juin 1989 créant la notion de voies rapides, comprenant les voies express et les déviations, un article est inséré dans le code de la voirie routière concernant les déviations d'une route à grande circulation. Dans ce cas, les propriétés riveraines n'ont pas d'accès direct à la déviation. 

### Coordination des travaux en agglomération
À l'intérieur des agglomérations, le maire assure la coordination des travaux affectant le sol et le sous-sol des voies publiques et de leurs dépendances, sous réserve des pouvoirs dévolus au représentant de l'État sur les routes à grande circulation. 

## Urbanisme et route à grande circulation

### Bande d’inconstructibilité
En dehors des espaces urbanisés des communes, les constructions ou installations sont interdites dans une bande de cent mètres de part et d'autre de l'axe des autoroutes, des voies express et des déviations et de soixante-quinze mètres de part et d'autre de l'axe des autres routes classées à grande circulation.
Cette interdiction ne s'applique pas : 
- aux constructions ou installations liées ou nécessaires aux infrastructures routières ;
- aux services publics exigeant la proximité immédiate des infrastructures routières ;
- aux bâtiments d'exploitation agricole ;
- aux réseaux d'intérêt public.

Elle ne s'applique pas non plus à l'adaptation, au changement de destination, à la réfection ou à l'extension de constructions existantes. 
Des règles différentes peuvent néanmoins être retenues dans les documents d’urbanisme (plan local d'urbanisme ou carte communale) lorsqu'une étude spécifique a été faite et après accord du Préfet. Cette étude doit justifier, en fonction des spécificités locales, que ces règles sont compatibles avec la prise en compte des nuisances, de la sécurité, de la qualité architecturale, ainsi que de la qualité de l'urbanisme et des paysages. 
Il peut en être de même lorsque les contraintes géographiques ne permettent pas d'implanter les installations ou les constructions au-delà de la marge de recul réglementaire, dès lors que l'intérêt que représente pour la commune l'installation ou la construction projetée est motivé, et toujours après accord du Préfet.

## Environnement (Affichage extérieur, publicité)
Lorsqu'une route à grande circulation traverse une agglomération de moins de 10 000 habitants (n'appartenant pas à une unité urbaine de plus de 100 000 habitants), toute publicité murale qui la borde ne peut avoir une surface supérieure à 4 m2 et ne peut pas s'élever à plus de 6 mètres au-dessus du niveau du sol. Un arrêté préfectoral peut toutefois porter la surface maximale à 8 m2 dans la traversée desdites agglomérations .